# Copalnic-Deal, Maramureș
Copalnic-Deal este un sat în comuna Copalnic-Mănăștur din județul Maramureș, Transilvania, România.

## Etimologie
Etimologia numelui localității: Din Copalnic (< magh. kápolnok, pluralul de la kápolna „capelă") + Deal (< subst. deal „ridicătură de teren; colină” < sl. dĕlŭ). 

## Demografie
La recensământul din 2011, populația era de 109 locuitori. 